# 李必達 (明朝)
李必達（？—？），字孚宇，直隸肥鄉縣人，明朝政治人物。

## 生平
萬曆十年（1582年）壬午科順天鄉試舉人。萬曆二十年（1592年），登壬辰科第三甲第一百六十七名進士，仕至鳳翔知縣。

## 家族
曾祖李蓁；祖父李時用；父李夢松。